# Hillerich & Bradsby

Logo de la marque Slugger.

La firme Hillerich & Bradsby Company est une société américaine localisée à Louisville qui fabrique le célèbre bâton de baseball Louisville Slugger. La société fabrique également d’autres objets sportifs comme des gants de baseball, des crosses de hockey sur glace et les clubs de golf (PowerBilt), etc.
La marque Louisville Slugger est très connue aux États-Unis. À Louisville, le stade de l'équipe de baseball des Bats de Louisville joue dans le stade Louisville Slugger Field. Un musée du nom de Louisville Slugger Museum met en avant l’histoire du baseball et de la marque.
La famille Hillerich ouvrit un commerce d’ébénisterie dès 1855. La première batte en bois fut réalisée en 1884 et fut employée par le célèbre joueur de Louisville Pete Browning dit Le gladiateur. La marque Louisville Slugger fut déposée en 1894. Durant la seconde guerre mondiale, la compagnie a produit également des crosses d'armes à feu pour l'armée américaine.

## Divers
- On mentionne la Louisville Slugger dans la chanson de Dire Straits The Bug dans leur album de 1991 On Every Street.